# Blepisanis anteatra
Blepisanis anteatra är en skalbaggsart som först beskrevs av Stefan von Breuning 1966.  Blepisanis anteatra ingår i släktet Blepisanis och familjen långhorningar.
Artens utbredningsområde är Angola. Inga underarter finns listade.